# Pin (Górna Saona)
Pin – miejscowość i gmina we Francji, w regionie Burgundia-Franche-Comté, w departamencie Górna Saona.
Według danych na rok 1990 gminę zamieszkiwały 504 osoby, a gęstość zaludnienia wynosiła 36 osób/km² (wśród 1786 gmin Franche-Comté Pin plasuje się na 315. miejscu pod względem liczby ludności, natomiast pod względem powierzchni na miejscu 248.).